# Acampe
Acampe је род, из породице орхидеја Orchidaceae. Пореклом од тропске Азије од Индије, источно до Кине и на југу до Малезије и Филипини, као и од тропске Африке, Мадагаскара и острва у Индијском океану. Име Acampe потиче од грчке речи akampas, што значи "крут", мислећи на мали, крт, несавирљив цвет.
Acampe има споро растућу, средње величине врежу што ствара веома велику вегетативну масу у природи. Она је позната по својим густим, кожастим, листовима. Рађају мирисне мале до средње жуте цветове са смеђим пругама, у неколико цвасти.
Због своје величине и малих цветова, Acampe се ретко узгаја.

## Врсте
Осам врста је поново признато од маја 2014. године:
1. Acampe carinata (Griff.) Panigrahi - Кина, Индија, Асам, Бангладеш, Непал, Камбоџа, Лаос, Мјанмар, Тајланд, Вијетнам
2. Acampe cephalotes Lindl. - Асам, Бангладеш
3. Acampe hulae Telepova - Камбоџа, Лаос
4. Acampe joiceyana (J.J.Sm.) Seidenf. - Мјанмар, Тајланд, Вијетнам
5. Acampe ochracea (Lindl.) Hochr. - Јунан, Асам, Бангладеш, Индија, Шри Ланка, Камбоџа, Лаос, Мјанмар, Малезија, Тајланд, Вијетнам
6. Acampe pachyglossa Rchb.f. - Африка од Сомалије до Јужне Африке; Мадагаскар, Комори, Маурицијус, Сејшели, Реинион, Алдабра
7. Acampe praemorsa (Roxb.) Blatt. & McCann - Индија, Шри Ланка, Мјанмар
8. Acampe rigida (Buch.-Ham. ex Sm.) P.F.Hunt - Кина, Индија, Асам, Бангладеш, Непал, Шри Ланка, Андаманска острва, Камбоџа, Лаос, Мјанмар, Тајланд, Вијетнам, Малајско полуострво, Филипини

Acampe формира неколико интергенерик хибрида:
- x Aracampe   (Acampe x Arachnis)
- x Vancampe (Acampe x Vanda)